# 陳良佑
陳良佑，江西承宣佈政使司瑞州府高安縣人。明朝解元、政治人物。

## 生平
明神宗萬曆三十四年（1606年），中式丙午科江西鄉試第一名舉人（解元）。